# Charles-Louis Richard
Charles-Louis Richard O.P. (Blainville-sur-l'Eau, aprile 1711 – Mons, 16 agosto 1794) è stato un teologo e storico cattolico, membro dell'Ordine domenicano.

## Biografia
Era originario di una famiglia povera, sebbene di nobile discendenza. Ricevette la prima istruzione nella scuola del paese e all'età di sedici anni entrò nell'Ordine domenicano. Dopo la professione solenne fu inviato a studiare teologia a Parigi, dove si laureò alla Sorbona. In seguito, perorò la difesa della religione contro le idee illuministe di Voltaire, d'Alembert e degli enciclopedisti.
Dopo lo scoppio della Rivoluzione francese, rifiutò il Giuramento di fedeltà civile ed emigrò a Mons, in Belgio, dove, però, di fronte all'avanzare delle truppe francesi, non poté fuggire per via dell'età avanzata.
All'inizio riuscì a eludere la cattura, ma in seguito fu arrestato dai francesi e processato per aver pubblicato uno scritto dal titolo Parallèle des Juifs qui ont crucifié Jésus-Christ avec les Français qui ont tué leur roi (Parallelo tra gli Ebrei che hanno crocifisso Gesù Cristo e i Francesi che hanno ucciso il loro re). Condannato a morte, fu fucilato a Mons, il 16 agosto 1794.

## Opere principali
- Bibliothèque sacrée, ou dictionnaire universelle des sciences ecclésiastiques (5 volumi, Parigi, 1760), aumentato da un Supplément (Parigi, 1765) (l'edizione più recente è quella parigina del 1821-27, in 29 volumi)
- Analyses des conciles généraux et particuliers, (5 vol., Parigi, 1772-1777)
- Dissertation sur la possession du corps et l'infestation des maisons par les démons, 1746
- Dictionnaire universel, dogmatique, canonique, historique, geographique et chronologique des sciences ecclésiastiques... contenant l'histoire générale de la religion... avec des sermons abregés des plus célebres orateurs chrétiens, chez Jacques Rollin, chez Charles-Antoine Jombert, chez Jean-Baptiste-Claude Bauche, Parigi, 1760, pp. 1089